# 2016 en sport
Cet article présente les faits marquants de l'année 2016 en sport.

## Principaux événements sportifs de l'année 2016
- Du 10 juin au 10 juillet : Organisation de la dix-neuvième édition du Championnat d'Europe des Nations masculin de football en France.
- Août : Jeux Olympiques 2016 à Rio de Janeiro.

## Par dates(date de début)

### Janvier
- 31 décembre au 1 : Tournée des quatre tremplins de saut à ski à Garmisch-Partenkirchen en Allemagne.
- 1 au 10 : Coupe du monde de ski de fond - Tour de Ski en Suisse, Allemagne et Italie.
- 2 au 3 : Tournée des quatre tremplins de saut à ski à Innsbruck en Autriche.
- 2 au 16 : Rallye Dakar en Argentine et en Bolivie.
- 3 au 9 : Hopman Cup de tennis à Perth en Australie.
- 4 au 9 : 4e étape de la coupe du monde de bobsleigh et de skeleton à Lake Placid aux États-Unis.
- 4 au 9 : Tournoi qualificatif européen féminin de volley-ball pour les Jeux olympiques à Ankara en Turquie.
- 5 au 6 : Tournée des quatre tremplins de saut à ski à Bischofshofen en Autriche.
- 5 au 6 : Coupe du monde de ski alpin à Santa Caterina en Italie.
- 5 au 10 : Tournoi qualificatif européen masculin de volley-ball pour les Jeux olympiques à Berlin en Allemagne.
- 6 au 10 : 4e étape de la coupe du monde de biathlon à Oberhof en Allemagne.
- 7 au 10 : Coupe du monde de ski alpin à Zauchensee en Autriche.
- 8 au 9 : Coupe du monde de snowboard à Bad Gastein en Autriche.
- 8 au 10 : Coupe du monde de saut à ski à Willingen en Allemagne.
- 9 au 10 : 5e étape de la coupe du monde de luge à Sigulda en Lettonie.
- 9 au 10 : Championnats d'Europe de patinage de vitesse à Minsk en Biélorussie.
- 9 au 10 : Coupe du monde de combiné nordique à Schonach en Allemagne.
- 10 : Coupe du monde de ski alpin à Adelboden en Suisse.
- 10 au 16 : 5e étape de la coupe du monde de bobsleigh et de skeleton à Park City aux États-Unis.
- 10 au 23 : Championnats d'Europe de water-polo à Belgrade en Serbie.
- 12 : Coupe du monde de ski alpin à Flachau en Autriche.
- 12 au 17 : 5e étape de la coupe du monde de biathlon à Ruhpolding en Allemagne.
- 12 au 17 : Coupe du monde de ski alpin à Wengen en Suisse.
- 14 au 17 : Coupe du monde de saut d'obstacles à Leipzig en Allemagne.
- 14 au 17 : Championnats du monde de vol à ski à Tauplitz/Bad Mitterndorf en Autriche.
- 15 au 17 : Coupe du monde de ski acrobatique à Watles en Italie.
- 15 au 17 : 3e étape de la coupe du monde en salle de tir à l'arc à Nîmes en France.
- 16 au 17 : 3e étape de la coupe du monde de cyclisme sur piste à Hong Kong.
- 16 au 17 : Coupe du monde de combiné nordique à Chaux-Neuve en France.
- 16 au 17 : 6e étape de la coupe du monde de luge à Oberhof en Allemagne.
- 16 au 17 : Coupe du monde de ski alpin à Ofterschwang en Allemagne.
- 16 au 17 : Coupe du monde de ski de fond à Planica en Slovénie.
- 16 au 17 : Coupe du monde de saut à ski à Sapporo au Japon.
- 16 au 17 : Tournoi qualificatif européen de taekwondo pour les Jeux olympiques à Istanbul en Turquie.
- 17 au 31 : 12e édition des championnats d'Europe de handball masculin en Pologne.
- 18 au 23 : 6e étape de la coupe du monde de bobsleigh et de skeleton à Whistler au Canada.
- 18 au 31 : Open d'Australie de tennis à Melbourne en Australie.
- 19 au 24 : UCI World Tour de cyclisme sur route - Tour Down Under en Australie.
- 19 au 24 : Coupe du monde de ski alpin à Kitzbühel en Autriche.
- 20 au 24 : 6e étape de la coupe du monde de biathlon à Antholz-Anterselva en Italie.
- 21 au 24 : Coupe du monde de ski alpin à Cortina d'Ampezzo en Italie.
- 21 au 24 : Coupe du monde de snowboard à Mammoth Mountain aux États-Unis.
- 21 au 24 : Coupe du monde de ski acrobatique à Mammoth Mountain aux États-Unis.
- 22 au 23 : Coupe du monde de ski acrobatique à Nakiska au Canada.
- 22 au 23 : Coupe du monde de saut à ski à Zao au Japon.
- 22 au 24 : Championnats d'Europe de patinage de vitesse sur piste courte à Sotchi en Russie.
- 22 au 24 : Coupe du monde de saut à ski à Zakopane en Pologne.
- 22 au 24 : Coupe du monde de snowboard à Feldberg (Schwarzwald) en Allemagne.
- 22 au 24 : Tournoi Grand Prix de judo à La Havane à Cuba.
- 23 : Coupe du monde de ski acrobatique à Val Saint-Côme au Canada.
- 23 au 24 : Coupe du monde de ski de fond à Nové Město na Moravě en République tchèque.
- 23 au 24 : Coupe du monde de snowboard à Rogla en Slovénie.
- 23 au 30 : Coupe du monde de voile à Miami aux États-Unis.
- 25 au 31 : Championnats d'Europe de patinage artistique à Bratislava en Slovaquie.
- 26 : Coupe du monde de ski alpin à Schladming en Autriche.
- 27 au 31 : Open d'Allemagne de tennis de table à Berlin.
- 28 au 31 : Coupe du monde de ski alpin à Garmisch-Partenkirchen en Allemagne.
- 29 au 31 : Coupe du monde de saut d'obstacles à Zurich en Suisse.
- 29 au 31 : Coupe du monde de dressage à Amsterdam aux Pays-Bas.
- 29 au 31 : Coupe du monde de combiné nordique à Seefeld en Autriche.
- 29 au 31 : Coupe du monde de saut à ski à Sapporo au Japon.
- 29 au 31 : 4e étape et finale de la coupe du monde en salle de tir à l'arc à Las Vegas aux États-Unis.
- 30 : Coupe du monde de ski acrobatique à Calgary au Canada.
- 30 : Coupe du monde de snowboard à Moscou en Russie.
- 30 au 31 : Championnats du monde de luge à Königssee en Allemagne.
- 30 au 31 : Coupe du monde de ski alpin à Maribor en Slovénie.
- 30 au 31 : Coupe du monde de saut à ski à Oberstdorf en Allemagne.
- 30 au 31 : 3e étape des World Rugby Sevens Series masculins de rugby à sept à Wellington en Nouvelle-Zélande.
- 30 au 31 : 24 Heures de Daytona aux États-Unis.

### Février
- 1 au 7 : 7e étape de la coupe du monde de bobsleigh et de skeleton à Saint-Moritz en Suisse.
- 3 : Coupe du monde de ski de fond à Drammen en Norvège.
- 3 au 5 : Coupe du monde de ski acrobatique à Park City aux États-Unis.
- 3 au 7 : 7e étape de la coupe du monde de biathlon à Canmore au Canada.
- 3 au 7 : Coupe du monde de ski alpin à Jeongseon en Corée du Sud.
- 4 au 6 : Coupe du monde de ski acrobatique à Deer Valley aux États-Unis.
- 4 au 6 : Coupe du monde de snowboard à Park City aux États-Unis.
- 4 au 7 : Coupe du monde de ski alpin à Garmisch-Partenkirchen en Allemagne.
- 4 : Coupe du monde de saut à ski à Oslo en Norvège.
- 5 au 6 : Coupe du monde de ski acrobatique à Arosa en Suisse.
- 5 au 7 : Coupe du monde de saut d'obstacles à Bordeaux en France.
- 5 au 7 : Coupe du monde de saut à ski à Oslo en Norvège.
- 5 au 7 : Top 16 européen de tennis de table à Gondomar au Portugal.
- 6 : Coupe du monde de combiné nordique à Oslo en Norvège.
- 6 : début du Tournoi des Six Nations 2016.
- 6 au 7 : 7e étape de la coupe du monde de luge à Sotchi en Russie.
- 6 au 7 : Coupe du monde de ski de fond à Oslo en Norvège.
- 6 au 7 : Coupe du monde de saut à ski à Hinzenbach en Autriche.
- 6 au 7 : Tournoi Grand Chelem de judo à Paris en France.
- 6 au 7 : 4e étape des World Rugby Sevens Series masculins de rugby à sept à Sydney en Australie.
- 6 au 7 : 1er tour de la Fed Cup de tennis.
- 7 : Super bowl 50 : Finale du Foot US à Santa Clara
- 7 : 1re étape de la Coupe du monde de nage en eau libre à Patagones-Viedma en Argentine.
- 8 au 21 : Championnats du monde de bobsleigh et de skeleton à Igls en Autriche.
- 9 au 10 : Coupe du monde de combiné nordique à Trondheim en Norvège.
- 9 au 10 : Coupe du monde de saut à ski à Trondheim en Norvège.
- 10 au 14 : 8e étape de la coupe du monde de biathlon à Presque Isle aux États-Unis.
- 11 : Coupe du monde de ski de fond à Stockholm en Suède.
- 11 : Coupe du monde de snowboard à Boston aux États-Unis.
- 11 au 14 : Championnats du monde simple distance de patinage de vitesse à Kolomna en Russie.
- 11 au 14 : Coupe du monde de ski alpin à Crans-Montana en Suisse.
- 12 : Coupe du monde de ski acrobatique à Boston aux États-Unis.
- 12 au 13 : Coupe du monde de snowboard à Québec au Canada.
- 12 au 14 : Coupe du monde de ski acrobatique à Idre en Suède.
- 12 au 14 : Coupe du monde de saut à ski à Vikersund en Norvège.
- 13 : Coupe du monde de ski acrobatique à Moscou en Russie.
- 13 au 14 : 8e étape de la coupe du monde et Championnats d'Europe de luge à Altenberg en Allemagne.
- 13 au 14 : Coupe du monde de ski alpin à Yuzawa Naeba au Japon.
- 13 au 14 : Coupe du monde de ski de fond à Falun en Suède.
- 13 au 14 : Coupe du monde de saut à ski à Ljubno en Slovénie.
- 13 au 14 : Coupe du monde de snowboard à Sapporo au Japon.
- 16 au 21 : Championnats d'Europe par équipes de badminton à Kazan en Russie.
- 17 au 20 : Coupe du monde de ski alpin à Chamonix en France.
- 18 au 20 : Coupe du monde de ski acrobatique à PyeongChang en Corée du Sud.
- 18 au 21 : Coupe du monde de dressage à Neumünster en Allemagne.
- 18 au 21 : Coupe du monde de ski alpin à La Thuile en Italie.
- 19 : Coupe du monde de saut à ski à Lahti en Finlande.
- 19 au 20 : Coupe du monde de combiné nordique à Lahti en Finlande.
- 19 au 21 : Coupe du monde de ski acrobatique à Tegernsee en Allemagne.
- 19 au 21 : Coupe du monde de snowboard à PyeongChang en Corée du Sud.
- 19 au 21 : Coupe du monde de saut à ski à Lahti en Finlande.
- 19 au 21 : Tournoi Grand Prix de judo à Düsseldorf en Allemagne.
- 19 au 24 : Coupe du monde de plongeon à Rio de Janeiro au Brésil.
- 20 : Coupe du monde de ski acrobatique à Minsk en Biélorussie.
- 20 au 21 : 9e étape de la coupe du monde de luge à Winterberg en Allemagne.
- 20 au 21 : Coupe du monde de ski de fond à Lahti en Finlande.
- 20 au 21 : Coupe du monde de snowboard à Sunny Valley en Russie.
- 20 au 21 : 2e étape des World Rugby Sevens Series féminins de rugby à sept à Sao Paulo au Brésil.
- 20 au 24 : Qualifications au Championnat d'Europe de basket-ball féminin 2017.
- 22 au 23 : Coupe du monde de saut à ski à Kuopio en Finlande.
- 22 au 28 : 8e étape de la coupe du monde de bobsleigh et de skeleton à Königssee en Allemagne.
- 22 au 28 : Championnats d'Europe à 10 m de tir sportif à Gyor en Hongrie.
- 23 : Coupe du monde de ski alpin à Stockholm en Suède.
- 23 : Coupe du monde de combiné nordique à Kuopio en Finlande.
- 23 au 27 : 1re étape de la Coupe du monde de pentathlon moderne au Caire en Égypte.
- 25 au 27 : Coupe du monde de snowboard à PyeongChang en Corée du Sud.
- 26 : 2e étape de la Coupe du monde de nage en eau libre à Abu Dhabi aux Émirats arabes unis.
- 26 au 28 : Coupe du monde de ski acrobatique à PyeongChang en Corée du Sud.
- 26 au 28 : Coupe du monde de combiné nordique à Val di Fiemme en Italie.
- 26 au 28 : Coupe du monde de saut à ski à Almaty au Kazakhstan.
- 26 au 6 mars : 2e édition des jeux olympiques de la jeunesse d'hiver, à Lillehammer en Norvège.
- 27 : Coupe du monde de ski acrobatique à Sierra Nevada en Espagne.
- 27 : Coupe du monde de snowboard à Kayseri en Turquie.
- 27 au 28 : Championnats du monde de sprint de patinage de vitesse à Séoul en Corée du Sud.
- 27 au 28 : Coupe du monde de ski alpin à Soldeu en Andorre.
- 27 au 28 : Coupe du monde de ski alpin à Hinterstoder en Autriche.
- 27 au 28 : Coupe du monde de ski acrobatique à Tazawako au Japon.
- 27 au 28 : Coupe du monde de saut à ski à Almaty au Kazakhstan.
- 28 : Marathon de Tokyo au Japon.
- 28 au 6 mars : Championnats du monde par équipes de tennis de table à Kuala Lumpur en Malaisie.

### Mars
- 1 au 6 : Championnats du monde en salle de tir à l'arc à Ankara en Turquie.
- 1 au 9 : Coupe du monde de tir sportif à Bangkok en Thaïlande.
- 1 au 12 : Coupe du monde de ski de fond - Ski Tour Canada au Canada.
- 2 au 13 : Championnats du monde de biathlon à Oslo en Norvège.
- 2 au 6 : Championnats du monde de cyclisme sur piste à Londres en Angleterre.
- 3 au 5 : Coupe du monde de saut à ski à Wisla en Pologne.
- 4 au 5 : Coupe du monde de ski acrobatique à Silvaplana en Suisse.
- 4 au 5 : Séries mondiales de triathlon à Abou Dabi aux Émirats arabes unis.
- 4 au 6 : Coupe du monde de snowboard à Veysonnaz en Suisse.
- 4 au 6 : 5e étape des World Rugby Sevens Series masculins de rugby à sept à Las Vegas aux États-Unis.
- 4 au 6 : 1er tour de la Coupe Davis de tennis.
- 5 : UCI World Tour féminin de cyclisme sur route - Strade Bianche en Italie.
- 5 : Coupe du monde de ski acrobatique à Moscou en Russie.
- 5 au 6 : Championnats du monde toutes épreuves de patinage de vitesse à Berlin en Allemagne.
- 5 au 6 : Coupe du monde de ski alpin à Jasna en Slovaquie.
- 5 au 6 : Coupe du monde de ski alpin à Kranjska Gora en Slovénie.
- 5 au 6 : Coupe du monde de saut à ski à Rasnov en Roumanie.
- 6 : Coupe du monde de snowboard à Winterberg en Allemagne.
- 6 au 13 : UCI World Tour de cyclisme sur route - Paris-Nice en France.
- 7 au 13 : 2e étape de la Coupe du monde de pentathlon moderne à Rio de Janeiro au Brésil.
- 7 au 20 : Tournois d'Indian Wells de tennis aux États-Unis.
- 8 au 9 : 3e étape des World Rugby Sevens Series féminins de rugby à sept à Atlanta aux États-Unis.
- 8 au 13 : Open d'Angleterre de badminton à Birmingham en Angleterre.
- 8 au 13 : Championnats d'Europe de lutte à Riga en Lettonie.
- 8 au 13 : Grand Chelem de Rio de beach-volley à Rio de Janeiro au Brésil.
- 9 au 10 : Coupe du monde de ski acrobatique à Tignes en France.
- 9 au 15 : UCI World Tour de cyclisme sur route - Tirreno-Adriatico en Italie.
- 10 au 12 : Coupe du monde de snowboard à Squaw Valley aux États-Unis.
- 10 au 13 : Coupe du monde de dressage à Bois-le-Duc aux Pays-Bas.
- 10 au 13 : Coupe du monde de ski alpin à Kvitfjell en Norvège.
- 11 au 13 : Grand prix de fleuret d'escrime à La Havane à Cuba.
- 11 au 13 : Championnats du monde de patinage de vitesse sur piste courte à Séoul en Corée du Sud.
- 11 au 13 : Coupe du monde de ski acrobatique à Squaw Valley aux États-Unis.
- 11 au 13 : Coupe du monde de saut à ski à Titisee-Neustadt en Allemagne.
- 11 au 13 : 1re étape des World Series de plongeon à Pékin en Chine.
- 12 : UCI World Tour féminin de cyclisme sur route - Tour de Drenthe aux Pays-Bas.
- 12 au 13 : Coupe du monde de ski alpin à Lenzerheide en Suisse.
- 12 au 13 : 6e étape des World Rugby Sevens Series masculins de rugby à sept à Vancouver au Canada.
- 13 : l'équipe des Paris Rollergirls remporte le premier Championnat de France de roller derby.
- 14 au 20 : Coupe du monde de ski alpin à Saint-Moritz en Suisse.
- 16 au 20 : 9e étape de la coupe du monde de biathlon à Khanty-Mansiïsk en Russie.
- 16 au 20 : Open du Koweït de tennis de table à Koweït City.
- 17 au 19 : 2e étape des World Series de plongeon à Dubaï aux Émirats arabes unis.
- 17 au 20 : Championnats du monde d'athlétisme en salle à Portland aux États-Unis.
- 17 au 20 : Coupe du monde de saut à ski à Planica en Slovénie.
- 17 au 25 : Coupe du monde de tir sportif à Nicosie à Chypre.
- 18 au 20 : Grand prix d'épée d'escrime à Budapest en Hongrie.
- 19 : UCI World Tour de cyclisme sur route - Milan-San Remo en Italie.
- 19 au 20 : Coupe du monde de snowboard à La Molina en Espagne.
- 19 au 20 : Coupe du monde de snowboard à Spindleruv Mlyn en République tchèque.
- 19 au 27 : Championnats du monde féminin de Curling à Swift Current au Canada.
- 21 : UCI World Tour féminin de cyclisme sur route - Trofeo Alfredo Binda-Comune di Cittiglio en Italie.
- 21 au 27 : UCI World Tour de cyclisme sur route - Tour de Catalogne en Espagne.
- 21 au 3 avril : Tournois de Miami de tennis aux États-Unis.
- 23 au 25 : Coupe des nations de concours complet d'équitation à Fontainebleau en France.
- 23 au 26 : Finale de la Coupe du monde de dressage à Göteborg en Suède.
- 23 au 27 : Open du Qatar de tennis de table à Doha.
- 23 au 28 : Finale de la Coupe du monde de saut d'obstacles à Göteborg en Suède.
- 25 : UCI World Tour de cyclisme sur route - Grand Prix E3 en Belgique.
- 25 au 26 : 1re étape de la Coupe du monde de BMX à Santiago Del Estero en Argentine.
- 25 au 26 : Grand prix de sabre d'escrime à Séoul en Corée du Sud.
- 25 au 27 : Tournoi Grand Prix de judo à Tbilissi en Géorgie.
- 26 : Championnats du monde de semi-marathon à Cardiff au Pays de Galles.
- 27 : UCI World Tour de cyclisme sur route - Gand-Wevelgem en Belgique.
- 27 : UCI World Tour féminin de cyclisme sur route - Gand-Wevelgem en Belgique.
- 28 au 3 avril : ANA Inspiration de golf à Rancho Mirage aux États-Unis.
- 28 au 3 avril : Championnats du monde de patinage artistique à Boston aux États-Unis.
- 28 au 4 avril : Championnat du monde féminin de Hockey sur glace à Kamloops au Canada.
- 29 au 3 avril : Open d'Inde de badminton à New Delhi en Inde.
- 29 au 3 avril : Coupe des nations de dressage à Wellington aux États-Unis.
- 30 au 4 avril : 3e étape de la Coupe du monde de pentathlon moderne à Rome en Italie.
- 31 au 3 avril : Championnats d'Europe de trampoline à Valladolid en Espagne.

### Avril
- 1 au 3 : Tournoi Grand Prix de judo à Samsun en Turquie.
- 2 au 10 : Championnats du monde masculin de Curling à Bâle en Suisse.
- 3 : UCI World Tour de cyclisme sur route - Tour des Flandres en Belgique.
- 3 : UCI World Tour féminin de cyclisme sur route - Tour des Flandres en Belgique.
- 4 au 9 : UCI World Tour de cyclisme sur route - Tour du Pays basque en Espagne.
- 5 au 10 : Open de Malaisie de badminton à Shah Alam en Malaisie.
- 7 au 10 : Masters de golf à Augusta aux États-Unis.
- 7 au 12 : Championnats d'Europe d'Haltérophilie à Forde en Norvège.
- 8 au 10 : 7e étape des World Rugby Sevens Series masculins de rugby à sept à Hong Kong.
- 9 au 10 : 1re étape de la Coupe du monde de VTT à Lourdes en France.
- 9 au 10 : 2e étape de la Coupe du monde de BMX à Manchester en Angleterre.
- 9 au 10 : Séries mondiales de triathlon à Gold Coast en Australie.
- 10 : UCI World Tour de cyclisme sur route - Paris-Roubaix en France.
- 10 au 17 : Masters de Monte-Carlo de tennis à Monaco.
- 12 au 17 : Open de Singapour de badminton à Singapour.
- 13 au 25 : Coupe du monde de tir sportif à Rio de Janeiro au Brésil.
- 14 au 18 : 4e étape de la Coupe du monde de pentathlon moderne à Kecskemét en Hongrie.
- 15 au 17 : Coupe du monde d'aviron à Varèse en Italie.
- 15 au 17 : Tournoi qualificatif européenne de lutte pour les Jeux olympiques à Zrenjanin en Serbie.
- 15 au 17 : 3e étape des World Series de plongeon à Windsor au Canada.
- 16 : Marathon de Boston aux États-Unis.
- 16 au 17 : 8e étape des World Rugby Sevens Series masculins de rugby à sept à Singapour.
- 16 au 17 : 4e étape des World Rugby Sevens Series féminins de rugby à sept à Langford au Canada.
- 16 au 17 : 1/2 finales de la Fed Cup de tennis.
- 16 au 23 : Championnats du monde mixte de Curling à Karlstad en Suède.
- 17 : UCI World Tour de cyclisme sur route - Amstel Gold Race aux Pays-Bas.
- 20 : UCI World Tour de cyclisme sur route - Flèche wallonne en Belgique.
- 20 : UCI World Tour féminin de cyclisme sur route - Flèche wallonne en Belgique.
- 20 au 1er mai : Tournoi de qualification européen AOB de boxe pour les Jeux olympiques de Rio à Istanbul en Turquie.
- 21 au 24 : Championnats d'Europe de judo à Kazan en Russie.
- 22 au 24 : finales des EuroCoupes 2e, 3e et 4e division en handibasket (Coupe Vergauwen, Coupe Brinkmann et Challenge Cup).
- 22 au 24 : Coupe des nations de concours complet d'équitation à Ballindenisk en Irlande.
- 22 au 24 : Grand prix d'épée d'escrime à Rio de Janeiro au Brésil.
- 22 au 24 : 1er Tournoi qualificatif mondial de lutte pour les Jeux olympiques à Oulan-Bator en Mongolie.
- 22 au 24 : 4e étape des World Series de plongeon à Kazan en Russie.
- 23 au 24 : 2e étape de la Coupe du monde de VTT à Cairns en Australie.
- 23 au 24 : Séries mondiales de triathlon au Cap en Afrique du Sud.
- 24 : Marathon de Londres en Angleterre.
- 24 : UCI World Tour de cyclisme sur route - Liège-Bastogne-Liège en Belgique.
- 25 au 27 : Championnats du monde d'escrime à Rio de Janeiro au Brésil.
- 25 au 1er mai : Coupe du monde de voile à Hyères en France.
- 26 au 1er mai : UCI World Tour de cyclisme sur route - Tour de Romandie en Italie.
- 26 au 1er mai : Championnats d'Europe de badminton à La Roche-sur-Yon en France.
- 26 au 1er mai : 1re étape de la coupe du monde de tir à l'arc à Shanghai en Chine.
- 27 au 1er mai : Coupe des nations de saut d'obstacles à Lummen en Belgique.
- 28 au 1er mai : Rolex Kentucky Three Day - concours complet d'équitation à Lexington aux États-Unis.

### Mai
- 1 au 8 : Tournois de Madrid de tennis en Espagne.
- 5 au 8 : Championnats d'Europe de cross country de VTT à Huskvarna en Suède.
- 5 au 8 : Badminton Horse Trials - concours complet d'équitation à Badminton en Angleterre.
- 6 au 8 : 41e édition de la Coupe d'Europe des clubs de basket-ball en fauteuil roulant à Zwickau en Allemagne (1re division).
- 6 : Ligue de diamant d'Athlétisme - Meeting de Doha au Qatar.
- 6 au 8 : Grand Prix moto de France au Mans en France.
- 6 au 8 : Championnats d'Europe d'aviron à Brandenbourg en Allemagne.
- 6 au 8 : Championnats d'Europe de karaté à Montpellier en France.
- 6 au 8 : 2er Tournoi qualificatif mondial de lutte pour les Jeux olympiques à Istanbul en Turquie.
- 6 au 8 : UCI World Tour féminin de cyclisme sur route - Tour de l'île de Chongming en Chine.
- 6 au 8 : Tournoi Grand Chelem de judo à Bakou en Azerbaïdjan.
- 6 au 8 : Finale de la Coupe du monde de pentathlon moderne à Sarasota aux États-Unis.
- 6 au 22 : Championnat du monde masculin de Hockey sur glace à Moscou et Saint-Pétersbourg en Russie.
- 6 au 29 : UCI World Tour de cyclisme sur route - Tour d'Italie en Italie.
- 7 au 8 : 3e étape de la Coupe du monde de BMX à Papendal aux Pays-Bas.
- 8 au 15 : Masters de Rome de tennis en Italie.
- 8 mai : Troisième Wings for Life World Run à 34 endroits répartis autour de la terre.
- 9 au 22 : Championnats d'Europe de natation, plongeon et natation synchronisée à Londres en Angleterre.
- 10 au 15 : 2e étape de la coupe du monde de tir à l'arc à Medellin en Colombie.
- 12 au 15 : Championnats d'Europe de slalom de canoë-kayak à Liptovský Mikuláš en Slovaquie.
- 12 au 15 : Coupe des nations de dressage à Odense au Danemark.
- 12 au 15 : Coupe des nations de saut d'obstacles à La Baule en France.
- 13 au 15 : Tournoi Grand Prix de judo à Almaty au Kazakhstan.
- 13 au 22 : Tournoi de qualification APB-WSB de boxe pour les Jeux olympiques de Rio à Sofia en Bulgarie.
- 14 : Ligue de diamant d'Athlétisme - Meeting de Shanghai en Chine.
- 14 au 15 : 9e étape des World Rugby Sevens Series masculins de rugby à sept à Paris en France.
- 14 au 15 : Séries mondiales de triathlon à Yokohama au Japon.
- 15 au 22 : Thomas Cup et Uber Cup de badminton à Kunshan en Chine.
- 15 au 5 juin : Tournoi qualificatif de volley-ball pour les Jeux olympiques.
- 19 au 20 : Coupe du monde de lutte gréco-romaine à Chiraz en Iran.
- 19 au 22 : UCI World Tour féminin de cyclisme sur route -  Tour de Californie aux États-Unis.
- 19 au 22 : Coupe des nations de dressage à Compiègne en France.
- 19 au 22 : Championnats d'Europe de taekwondo à Montreux en Suisse.
- 19 au 26 : Coupe du monde de tir sportif à Munich en Allemagne.
- 19 au 27 : Championnats du monde féminin de boxe à Astana au Kazakhstan.
- 20 au 22 : 1re étape de la Coupe du monde de course en ligne de canoë-kayak à Duisbourg en Allemagne.
- 21 au 22 : 3e étape de la Coupe du monde de VTT à Albstadt en Allemagne.
- 21 au 22 : 10e étape des World Rugby Sevens Series masculins de rugby à sept à Londres en Angleterre.
- 22 au 25 : Championnats du monde de pentathlon moderne à Moscou en Russie.
- 22 au 25 : Régattes de qualification d'aviron pour les Jeux olympiques de Rio à Lucerne en Suisse.
- 22 au 5 juin : Internationaux de France de tennis à Paris en France.
- 24 au 29 : Grand Chelem de Moscou de beach-volley à Moscou en Russie.
- 25 au 29 : Championnats du monde de BMX à Medellín en Colombie.
- 25 au 5 juin : Championnats d'Europe de gymnastique artistique à Berne en Suisse.
- 26 au 29 : Coupe des nations de saut d'obstacles à Rome en Italie.
- 26 au 29 : Coupe des nations de concours complet d'équitation à Houghton Hall en Angleterre.
- 26 au 29 : Championnats d'Europe de triathlon à Lisbonne au Portugal.
- 27 au 29 : Coupe du monde d'aviron à Lucerne en Suisse.
- 27 au 29 : 2e étape de la Coupe du monde de course en ligne de canoë-kayak à Račice en République tchèque.
- 27 au 29 : Grand prix de sabre d'escrime à Moscou en Russie.
- 27 au 29 : Masters de judo à Guadalajara au Mexique.
- 28 : Ligue de diamant d'athlétisme - Meeting d'Eugène aux États-Unis.
- 28 au 29 : 4e étape de la Coupe du monde de VTT à La Bresse en France.
- 28 au 29 : Coupe du monde de lutte libre féminine.
- 30 au 5 juin : Open d'Indonésie de badminton à Jakarta en Indonésie.

### Juin
- 1 au 5 : Championnats d'Europe de beach-volley à Bienne en Suisse.
- 1 au 11 : Coupe du monde de tir sportif à Saint-Marin.
- 2 : Ligue de diamant d'athlétisme - Meeting de Rome en Italie.
- 2 au 5 : Coupe des nations de saut d'obstacles à Saint-Gall en Suisse.
- 3 au 5 : 1re étape de la Coupe du monde de slalom de canoë-kayak à Ivrea en Italie.
- 3 au 5 : 3e étape de la Coupe du monde de course en ligne de canoë-kayak à Montemor au Portugal.
- 3 au 5 : Grand prix de fleuret d'escrime à Shanghai à Chine.
- 4 au 5 : 5e étape de la Coupe du monde de VTT à Fort Williams en Écosse.
- 4 au 5 : 1re étape des Seven's Grand Prix Series masculins de rugby à sept à Moscou en Russie.
- 5 : Ligue de diamant d'athlétisme - Meeting de Birmingham en Angleterre.
- 5 : UCI World Tour féminin de cyclisme sur route -  Philadelphia Cycling Classic aux États-Unis.
- 5 au 12 : UCI World Tour de cyclisme sur route - Critérium du Dauphiné en France.
- 6 au 12 : Coupe du monde de voile à Weymouth and Portland en Angleterre.
- 7 au 12 : Grand Chelem de Hambourg de beach-volley à Hambourg en Allemagne.
- 7 au 12 : Open d'Australie de badminton à Sydney en Australie.
- 7 au 12 : Ligue mondiale féminine de water-polo à Shanghai à Chine.
- 7 au 19 : Tournoi de qualification AOB de boxe pour les Jeux olympiques de Rio à Bakou en Azerbaïdjan.
- 9 : Ligue de diamant d'Athlétisme - Meeting d'Oslo en Norvège.
- 9 au 12 : LPGA Championship de golf à Sammamish aux États-Unis.
- 10 au 12 : 2e étape de la Coupe du monde de slalom de canoë-kayak à La Seu d'Urgell en Espagne.
- 10 au 10 juillet : 15e édition des championnats d'Europe de football en France.
- 11 au 12 : 6e étape de la Coupe du monde de VTT à Leogang en Autriche.
- 11 au 12 : Coupe du monde de lutte libre masculine à Los Angeles aux États-Unis.
- 11 au 12 : Séries mondiales de triathlon à Leeds en Angleterre.
- 11 au 19 : UCI World Tour de cyclisme sur route - Tour de Suisse en Suisse.
- 11 au 19 : Champions Trophy masculin de Hockey sur gazon en Argentine.
- 12 au 19 : 3e étape de la coupe du monde de tir à l'arc à Antalya en Turquie.
- 13 au 19 : Tournoi préolympique de basket-ball féminin.
- 14 au 19 : Grand Chelem de Pologne de beach-volley.
- 15 au 19 : UCI World Tour féminin de cyclisme sur route -  The Women's Tour au Royaume-Uni.
- 15 au 19 : Open du Japon de tennis de table à Tokyo.
- 16 : Ligue de diamant d'athlétisme - Meeting de Stockholm en Suède.
- 16 au 19 : 3e étape de la Coupe du monde de slalom de canoë-kayak à Pau en France.
- 16 au 19 : Luhmühlen Horse Trials - concours complet d'équitation à Luhmühlen en Allemagne.
- 16 au 19 : US Open de golf à Oakmont aux États-Unis.
- 17 au 19 : Coupe du monde d'aviron à Poznań en Pologne.
- 17 au 19 : Championnats d'Europe de gymnastique rythmique à Holon en Israël.
- 18 : Ligue de diamant d'athlétisme - Meeting de New-York aux États-Unis.
- 18 : 3e étape de la Coupe du monde de nage en eau libre à Balatonfüred en Hongrie.
- 18 au 19 : 24 heures du Mans en France.
- 18 au 26 : Champions Trophy féminin de Hockey sur gazon à Londres en Angleterre.
- 20 au 25 : Championnats d'Europe d'escrime à Torun en Pologne.
- 20 au 29 : Coupe du monde de tir sportif à Bakou en Azerbaïdjan.
- 21 au 26 : Ligue mondiale masculine de water-polo.
- 22 au 26 : Coupe des nations de dressage à Rotterdam aux Pays-Bas.
- 22 au 26 : Coupe des nations de saut d'obstacles à Saint-Gall aux Pays-Bas.
- 22 au 26 : Open de Corée du Sud de tennis de table à Incheon.
- 23 au 26 : Finale de la coupe d'Europe de beach-volley à Stavanger en Norvège.
- 24 au 26 : Coupe des nations de concours complet d'équitation à Strzegom en Pologne.
- 24 au 26 : Championnats d'Europe de course en ligne de canoë-kayak à Moscou en Russie.
- 25 au 26 : Tournoi Grand Prix de judo à Budapest en Hongrie.
- 27 au 10 juillet : Tournoi de Wimbledon de tennis à Londres en Angleterre.
- 28 au 3 juillet : Championnats du monde de cross country de VTT à Nové Město na Moravě en République tchèque.

### Juillet
- 1 au 3 : Tournoi Grand Prix de judo à Oulan-Bator en Mongolie.
- 1 au 10 : UCI World Tour féminin de cyclisme sur route - Tour d'Italie en Italie.
- 2 au 3 : Séries mondiales de triathlon à Stockholm en Suède.
- 2 au 24 : UCI World Tour de cyclisme sur route - Tour de France en France.
- 4 au 10 : Tournoi préolympique de basket-ball masculin.
- 4 au 11 : Championnats d'Europe de pentathlon moderne à Sofia en Bulgarie.
- 4 au 12 : Championnats d'Europe de tir sur plateau de tir sportif à Lonato en Italie.
- 6 au 10 : Championnats d'Europe d'athlétisme à Amsterdam aux Pays-Bas.
- 6 au 10 : Grand Prix mondial de volley-ball.
- 7 au 10 : Coupe des nations de dressage à Falsterbo en Suède.
- 7 au 10 : Coupe des nations de saut d'obstacles à Falsterbo en Suède.
- 7 au 10 : US Open féminin de golf à San Martin aux États-Unis.
- 8 au 10 : Coupe des nations de concours complet d'équitation à The Plains aux États-Unis.
- 8 au 10 : Championnats d'Europe de BMX à Vérone en Italie.
- 8 au 31 : 39e Tour de France à la voile
- 9 au 10 : 7e étape de la Coupe du monde de VTT à Lenzerheide en Suisse.
- 9 au 10 : 2e étape des Seven's Grand Prix Series masculins de rugby à sept à Exeter en Angleterre.
- 10 au 14 : Championnats d'Europe de nage en eau libre à Hoorn aux Pays-Bas.
- 12 au 18 : UCI World Tour de cyclisme sur route - Tour de Pologne en Pologne.
- 13 au 17 : Coupe des nations de dressage à Aix-la-Chapelle en Allemagne.
- 13 au 17 : Ligue mondiale de volley-ball.
- 14 au 17 : Coupe des nations de concours complet d'équitation à Aix-la-Chapelle en Allemagne.
- 14 au 17 : Open britannique hommes de golf à Ayrshire en Écosse.
- 15 : Ligue de diamant d'athlétisme - Meeting de Monaco à Monaco.
- 15 au 17 : 1/4 de finale de la Coupe Davis de tennis.
- 16 au 17 : Tournoi Grand Chelem de judo à Tioumen en Russie.
- 16 au 17 : 3e étape des Seven's Grand Prix Series masculins de rugby à sept à Gdansk en Pologne.
- 16 au 17 : Séries mondiales de triathlon à Hambourg en Allemagne.
- 20 au 24 : Coupe des nations de saut d'obstacles à Dublin en Irlande.
- 21 au 24 : Coupe du monde de roller derby à Calgary au Canada.
- 22 au 23 : Ligue de diamant d'athlétisme - Meeting de Londres en Angleterre.
- 24 : UCI World Tour féminin de cyclisme sur route - La course by Le Tour de France en France.
- 25 au 31 : Masters de tennis du Canada à Toronto.
- 28 : 4e étape de la Coupe du monde de nage en eau libre au Lac Saint-Jean au Canada.
- 28 au 31 : Coupe des nations de dressage à Hickstead en Angleterre.
- 28 au 31 : Coupe des nations de saut d'obstacles à Hickstead en Angleterre.
- 28 au 31 : Open britannique féminin de golf à Milton Keynes en Angleterre.
- 28 au 31 : Championnat de la PGA de golf à Springfield Township aux États-Unis.
- 30 : UCI World Tour de cyclisme sur route - Classique de Saint-Sebastien en Espagne.
- 30 : UCI World Tour féminin de cyclisme sur route - RideLondon en Angleterre.

### Août
- 5 au 21 : 31e édition des jeux olympiques d'été se déroulent à Rio de Janeiro, Brésil.
- 6 au 7 : 8e étape de la Coupe du monde de VTT à Mont Sainte-Anne au Canada.
- 13 : 5e étape de la Coupe du monde de nage en eau libre au Lac Mégantic au Canada.
- 15 au 21 : Masters de Cincinnati aux États-Unis.
- 19 : UCI World Tour féminin de cyclisme sur route - Open de Suède Vårgårda contre la montre en Suède.
- 20 au 11 septembre : UCI World Tour de cyclisme sur route - Tour d'Espagne en Espagne.
- 21 : UCI World Tour de cyclisme sur route - Vattenfall Cyclassics en Allemagne.
- 21 : UCI World Tour féminin de cyclisme sur route - Open de Suède Vårgårda en Suède.
- 21 au 28 : Championnats du monde d'aviron à Rotterdam aux Pays-Bas.
- 23 au 28 : Grand Chelem de Long Beach de beach-volley à Long Beach aux États-Unis.
- 25 : Ligue de diamant d'athlétisme - Meeting de Lausanne en Suisse.
- 26 au 27 : 1re étape de la Coupe du monde de natation à Chartres en France.
- 27 : Ligue de diamant d'athlétisme - Meeting de Paris en France.
- 27 : UCI World Tour féminin de cyclisme sur route - Grand Prix de Plouay en France.
- 28 : UCI World Tour de cyclisme sur route - Grand Prix Ouest-France de Plouay en France.
- 29 au 11 septembre : US Open de tennis à New-York aux États-Unis.
- 30 au 31 : 2e étape de la Coupe du monde de natation à Berlin en Allemagne.
- 31 au 17 septembre : Qualifications au Championnat d'Europe de basket-ball masculin 2017.

### Septembre
- 1 : Ligue de diamant d'athlétisme - Meeting de Zürich en Suisse.
- 1 au 4 : Burghley Horse Trials - concours complet d'équitation à Burghley en Angleterre.
- 2 au 5 : 5e étape de la Coupe du monde de slalom de canoë-kayak à Prague en République tchèque.
- 3 au 4 : 9e étape de la Coupe du monde de VTT à Vallnord en Andorre.
- 3 au 4 : 3e étape de la Coupe du monde de natation à Moscou en Russie.
- 3 au 4 : Séries mondiales de triathlon à Edmonton au Canada.
- 6 au 11 : Championnats du monde de descente de VTT à Val di Sole en Italie.
- 7 au 18 : XVe édition des jeux paralympiques d'été se déroulent à Rio de Janeiro, Brésil.
- 9 : Ligue de diamant d'athlétisme - Meeting de Bruxelles en Belgique.
- 9 : UCI World Tour de cyclisme sur route - Grand Prix cycliste de Québec au Canada.
- 9 au 11 : Finale de la Coupe du monde de slalom de canoë-kayak à Tacen en Slovénie.
- 11 : UCI World Tour de cyclisme sur route - Grand Prix cycliste de Montréal au Canada.
- 11 : UCI World Tour féminin de cyclisme sur route - La Madrid Challenge by La Vuelta en Espagne.
- 11 au 18 : Finale des Séries mondiales de triathlon à Cozumel au Mexique.
- 14 au 18 : Championnats d'Europe de cyclisme sur route entre Nice en France et Monaco.
- 14 au 18 : Coupe du monde de saut d'obstacles à North Salem aux États-Unis.
- 14 au 18 : Open de Chine de tennis de table à Chengdu.
- 15 au 18 : The Evian Championship de golf à Évian-les-Bains en France.
- 16 au 18 : Coupe des nations de concours complet d'équitation à Vairano en Italie.
- 16 au 18 : 1/2 finales de la Coupe Davis de tennis.
- 19 au 25 : UCI World Tour de cyclisme sur route - Eneco Tour aux Pays-Bas et en Belgique.
- 20 au 25 : Open du Japon de badminton à Tokyo au Japon.
- 22 au 25 : Coupe des nations de concours complet d'équitation à Waregem en Belgique.
- 23 au 25 : Tournoi Grand Prix de judo à Zagreb en Croatie.
- 24 au 25 : 4e étape de la Coupe du monde de BMX à Rock Hill aux États-Unis.
- 25 : Marathon de Berlin en Allemagne.
- 27 au 2 octobre : Open de Corée de badminton à Séoul en Corée du Sud.
- 30 au 1er octobre : 4e étape de la Coupe du monde de natation à Pékin en Chine.
- 30 au 2 octobre : Finale du Golden Grand Prix de lutte à Bakou en Azerbaïdjan.

### Octobre
- 1 : UCI World Tour de cyclisme sur route - Tour de Lombardie en Italie.
- 1 au 3 : Coupe du monde masculine de tennis de table à Sarrebruck en Allemagne.
- 1 au 9 : Tournoi de Chine de tennis à Pékin.
- 4 au 5 : 5e étape de la Coupe du monde de natation à Dubaï aux Émirats arabes unis.
- 4 au 16 : Finale de la Coupe du monde de tir sportif à Bologne et Rome en Italie.
- 6 au 8 : Tournoi Grand Prix de judo à Tachkent en Ouzbékistan.
- 6 au 9 : Coupe des nations de concours complet d'équitation à Boekelo aux Pays-Bas.
- 7 au 9 : Coupe du monde féminine de tennis de table.
- 8 au 9 : 5e étape de la Coupe du monde de BMX à Sarasota aux États-Unis.
- 8 au 9 : 6e étape de la Coupe du monde de natation à Doha au Qatar.
- 9 : Marathon de Chicago aux États-Unis.
- 9 : 6e étape de la Coupe du monde de nage en eau libre à Chun'an en Chine.
- 9 au 16 : Championnats du monde de cyclisme sur route au Qatar.
- 10 au 16 : Masters de Shanghai de tennis en Chine.
- 12 au 16 : Les 4 Étoiles de Pau - concours complet d'équitation à Pau en France.
- 13 au 16 : Coupe du monde de saut d'obstacles à Oslo en Norvège.
- 15 : 7e étape de la Coupe du monde de nage en eau libre à Hong Kong.
- 18 au 23 : Championnats d'Europe de tennis de table à Budapest en Hongrie.
- 18 au 23 : Open du Danemark de badminton à Odense au Danemark.
- 19 au 23 : Coupe du monde de saut d'obstacles à Del Mar aux États-Unis.
- 20 au 23 : Coupe du monde de saut d'obstacles à Helsinki en Finlande.
- 20 au 23 : Coupe du monde de dressage à Odense au Danemark.
- 21 au 22 : 7e étape de la Coupe du monde de natation à Singapour.
- 22 au 25 : Finale de la Coupe des nations de saut d'obstacles à Barcelone en Espagne.
- 23 au 30 : Masters féminin de tennis à Singapour.
- 25 au 26 : 8e étape de la Coupe du monde de natation à Tokyo au Japon.
- 25 au 30 : Open de France de badminton à Paris en France.
- 26 au 30 : Coupe du monde de saut d'obstacles à Lyon en France.
- 26 au 30 : Coupe du monde de dressage à Lyon en France.
- 28 au 20 novembre : Tournoi des Quatre Nations de rugby à XIII en Angleterre.
- 29 au 30 : 9e étape de la Coupe du monde de natation à Hong Kong.
- 31 au 6 novembre : Masters de Paris de tennis en France.

### Novembre
- 1 au 6 : Coupe du monde de saut d'obstacles à Lexington aux États-Unis.
- 3 au 6 : Adelaïde Horse Trials - concours complet d'équitation à Adelaïde en Australie.
- 5 au 7 : Tournoi Grand Chelem de judo à Abu Dhabi aux Émirats arabes unis.
- 6 novembre, course à la voile : départ du Vendée Globe 2016-2017.
- 6 : Marathon de New-York aux États-Unis.
- 9 au 11 : Coupe du monde de saut d'obstacles à Vérone en Italie.
- 12 au 13 : Finale de la Fed Cup de tennis.
- 14 au 20 : Finale de l'ATP World Tour de tennis à Londres en Angleterre.
- 15 au 20 : Open de Chine de badminton à Fuzhou en Chine.
- 16 au 20 : Coupe du monde de saut d'obstacles à Stuttgart en Allemagne.
- 16 au 20 : Coupe du monde de dressage à Stuttgart en Allemagne.
- 18 au 20 : Tournoi Grand Prix de judo à Qingdao en Chine.
- 18 au 26 : Championnats d'Europe de Curling en Écosse.
- 19 au 23 : Qualifications au Championnat d'Europe de basket-ball féminin 2017.
- 22 au 27 : Open de Hong Kong de badminton à Kowloon à Hong Kong.
- 24 au 26 : Tournoi Grand Prix de judo à Jeju en Corée du Sud.
- 24 au 27 : Coupe du monde de saut d'obstacles à Madrid en Espagne.
- 25 au 27 : Coupe du monde de dressage à Stockholm en Suède.
- 25 au 27 : Finale de la Coupe Davis de tennis.
- 30 au 3 décembre : Coupe du monde de saut d'obstacles à Riyad en Arabie saoudite.

### Décembre
- 2 au 4 : Tournoi Grand Chelem de judo à Tokyo au Japon.
- 4 au 18 : 12e édition du Championnat d'Europe de handball féminin, en Suède.
- 6 au 11 : Championnats du monde de natation en petit bassin à Windsor au Canada.
- 8 au 11 : Coupe du monde de dressage à Salzbourg en Autriche.
- 13 au 19 : Coupe du monde de saut d'obstacles à Londres en Angleterre.
- 13 au 19 : Coupe du monde de dressage à Londres en Angleterre.
- 15 au 18 : Grande Finale du Pro Tour de tennis de table.
- 26 au 30 : Coupe du monde de saut d'obstacles à Malines en Belgique.

## Par sports

### Rallye
- Sylvain MICHEL est champion de France des rallyes. C'est le plus jeune champion de France des rallyes (24 ans).

### Rugby à XIII
- 16 avril : à Carcassonne, Saint-Estève XIII Catalan remporte la Coupe de France face à Limoux 33-16.
- 21 mai : à Albi, Limoux remporte le Championnat de France face à Carcassonne 26-24.

### Water-Polo
France
- 18 juin : Le C. N. M. est Champion de France Pro A pour la 36e fois.
- Lille M. Water-Polo est Champion de France Pro F.
- 24 avril : L'O. Nice Natation  remporte la Coupe de la ligue masculine.
- Lille M. Water-Polo remporte la Coupe de la ligue féminine.

Europe
- Les Serbes sont Champions d'Europe pour la 4e fois.
- Les Hongroises sont Championnes d'Europe pour la 3e fois.

Monde
- 20 août : Les Serbes sont Champions Olympiques.
- 19 août : Les Américaines sont Championnes Olympiques.